# Jim Holland (Leichtathlet)
James William „Jim“ Holland (* 16. Oktober 1924; † 2. Januar 2002) war ein US-amerikanischer Weitspringer.
1950 wurde er mit seiner persönlichen Bestleistung von 7,85 m US-Meister.
1951 gewann er bei den Panamerikanischen Spielen in Buenos Aires Bronze.
Seine Enkelin Mia Neal wuchs bei ihm auf und erwähnte ihn 2021 in ihrer Oscar-Dankesrede.